# Biagio
Biagio  è un nome proprio di persona italiano maschile.

## Varianti
- Maschili: Biaggio[2], Biasio[4][7], Biase[4][7]
  - Alterati: Biagino[2][4], Biasino[4]
- Femminili: Biagia[4]
  - Alterati: Biagina[4]

### Varianti in altre lingue
- Asturiano: Bras[8]
- Basco: Balas[8], Bladi[8]
- Catalano: Blai[8], Blasi[8]
- Ceco: Blažej[2]
- Croato: Blaž[2], Vlaho[2]
  - Femminili: Blaženka[9]
- Francese: Blaise[1][2][5]
- Friulano: Blâs
- Galiziano: Brais[2][8], Bras[8]
- Greco moderno: Βλασης (Vlasīs)[2], Βλασσης (Vlassīs)[2]
- Inglese: Blase[1][5][6], Blaze[2][5][6], Blaise[6]
- Latino: Blasius[1][2][4][5], Blassius[1]
- Ligure: Biaxo[10], Giaxo[11]
  - Ipocoristici: Biaxin[10]
- Occitano: Blasi
- Polacco: Błażej[2]
  - Femminili: Błażeja
- Portoghese: Brás[2]
- Russo: Власий (Vlasij)[2], Влас (Vlas)[2]
- Slovacco: Blažej[2]
- Sloveno: Blaž[2]
- Spagnolo: Blas[2][5][8]
- Tedesco: Blasius[5]
- Ungherese: Balázs[2]

## Origine e diffusione

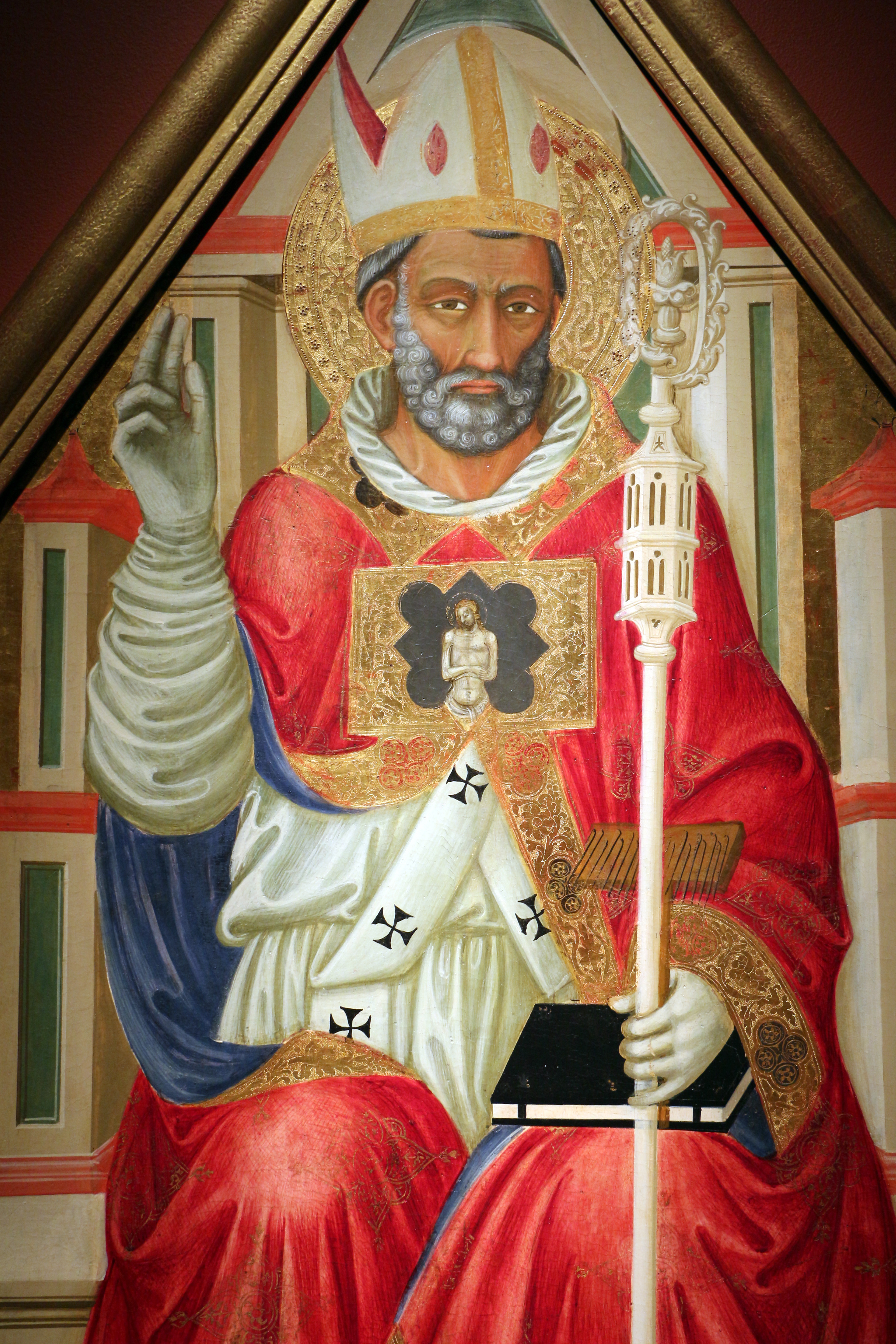
San Biagio, di Bicci di Lorenzo

Deriva dal gentilizio latino Blasius o Blassius, poi divenuto nome individuale: esso è attestato sin dal III secolo a.C., anche in iscrizioni osche, e correlato a cognomina quali Blasio e Blasionis; etimologicamente, Blasius deriva con tutta probabilità dall'aggettivo blaesus, che vuol dire letteralmente "bleso", "balbuziente", significato analogo a quello dei nomi Barbara e Balbino (per quanto alcune fonti siano più dubbiose sulla sua origine). Per la precisione, il vocabolo latino è un prestito dal greco βλαισός (blaisós), il cui significato originario è "valgo", "con le gambe storte"; il cambio di senso è dovuto forse a un'idea di "lingua blesa" ("lingua storta", "che s'inceppa").
La diffusione del nome è stata considerevolmente aiutata dal culto di san Biagio, vescovo di Sebaste (oltre che da quello di san Biagio, martire a Veroli); è ben diffuso in Italia (ovunque, ma in particolare in Sicilia) e anche in Francia (nella forma Blaise). In Italia, dal nome sono derivati anche diversi cognomi, quali "Biagi", "Biaggi e "Blasi".
In Inghilterra è stato adottato, principalmente nelle comunità cattoliche, a partire dal XVII secolo; la sua variante Blaze, di cui si riscontra un uso moderno anche al femminile, può in parte riprendere il vocabolo inglese blaze ("incendio", "fuoco", "fiamma", dall'inglese antico bles, "torcia", "tizzone"). La forma croata Blaž, inoltre, può essere considerata anche una variante del nome Blagoj.

## Onomastico
L'onomastico viene festeggiato tipicamente il 3 febbraio in ricordo di san Biagio, vescovo di Sebaste e martire, invocato contro il mal di gola e la tosse. Con lo stesso nome si ricordano anche, alle date seguenti:
- 3 febbraio, san Biagio, vescovo di Oreto, martire sotto Nerone[16]
- 3 febbraio, san Biagio, pastore in Cappadocia[16]
- 6 febbraio, beato Biagio da Cento, sacerdote francescano[15]
- 5 aprile, beato Biagio d'Alvernia, religioso domenicano, studente di san Vincenzo Ferrer[16]
- 22 giugno, san Biagio, vescovo di Verona[1]
- 27 giugno, beato Biagio dall'Aquila, laico francescano, compagno di san Giovanni da Capestrano[15]
- 17 luglio, beato Biagio dell'Incarnazione, diacono mercedario al convento dell'Incarnazione di Valdonquillo in Spagna[15][16]
- 29 novembre, san Biagio, martire con san Demetrio a Veroli[1][3][15][16]

## Persone

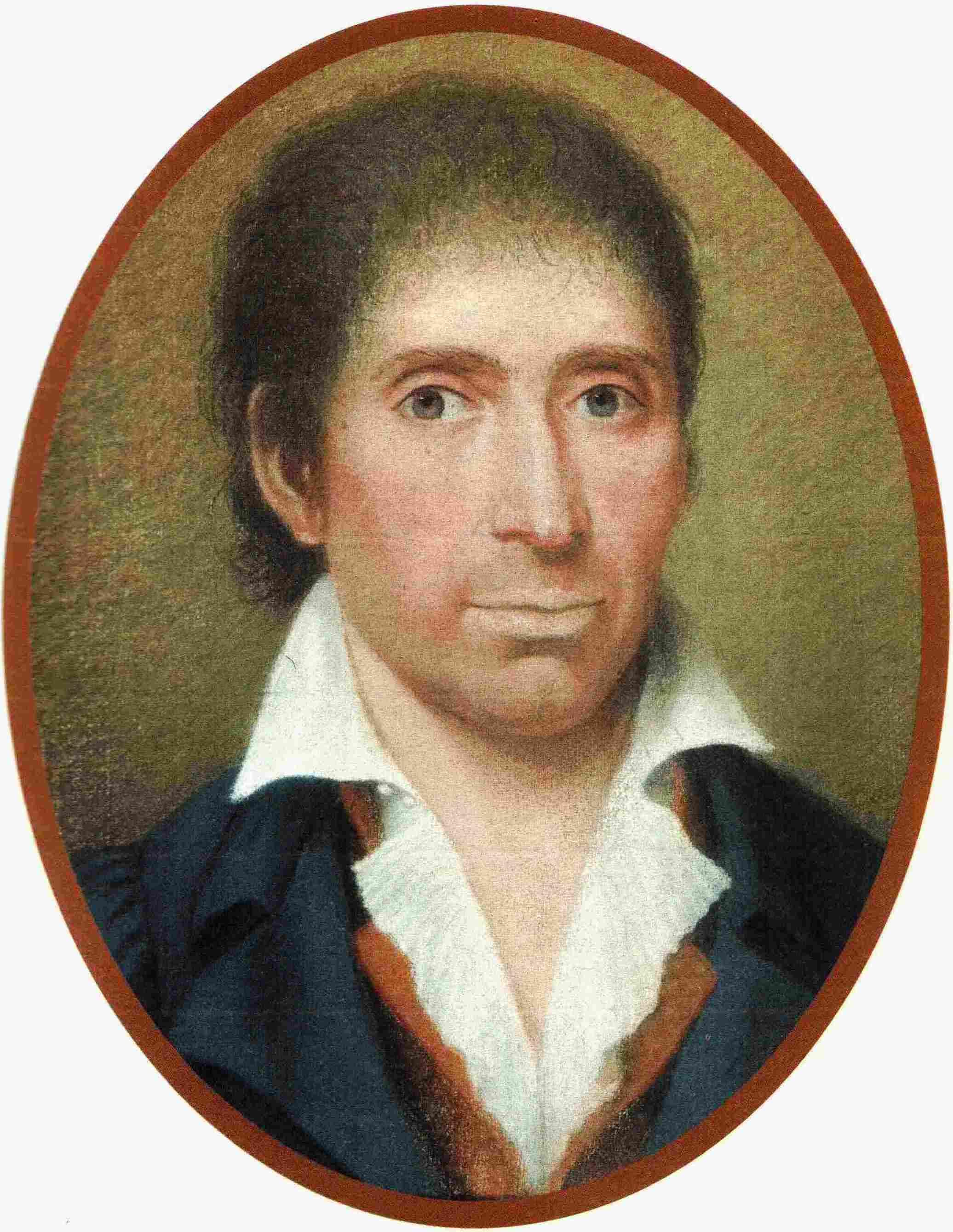
Biagio Martini

- Biagio di Monluc, condottiero e scrittore francese
- Biagio di Sebaste, medico, vescovo e santo armeno
- Biagio Abrate, generale italiano
- Biagio Agnes, giornalista e dirigente d'azienda italiano
- Biagio Antonacci, cantautore e produttore discografico italiano
- Biagio Catalano, allenatore di calcio e calciatore italiano
- Biagio di Antonio Tucci, pittore italiano
- Biagio Izzo, attore e comico italiano
- Biagio Marin, poeta italiano
- Biagio Marini, violinista e compositore italiano
- Biagio Martini, pittore italiano
- Biagio Pace, archeologo e politico italiano

### Variante Blaise

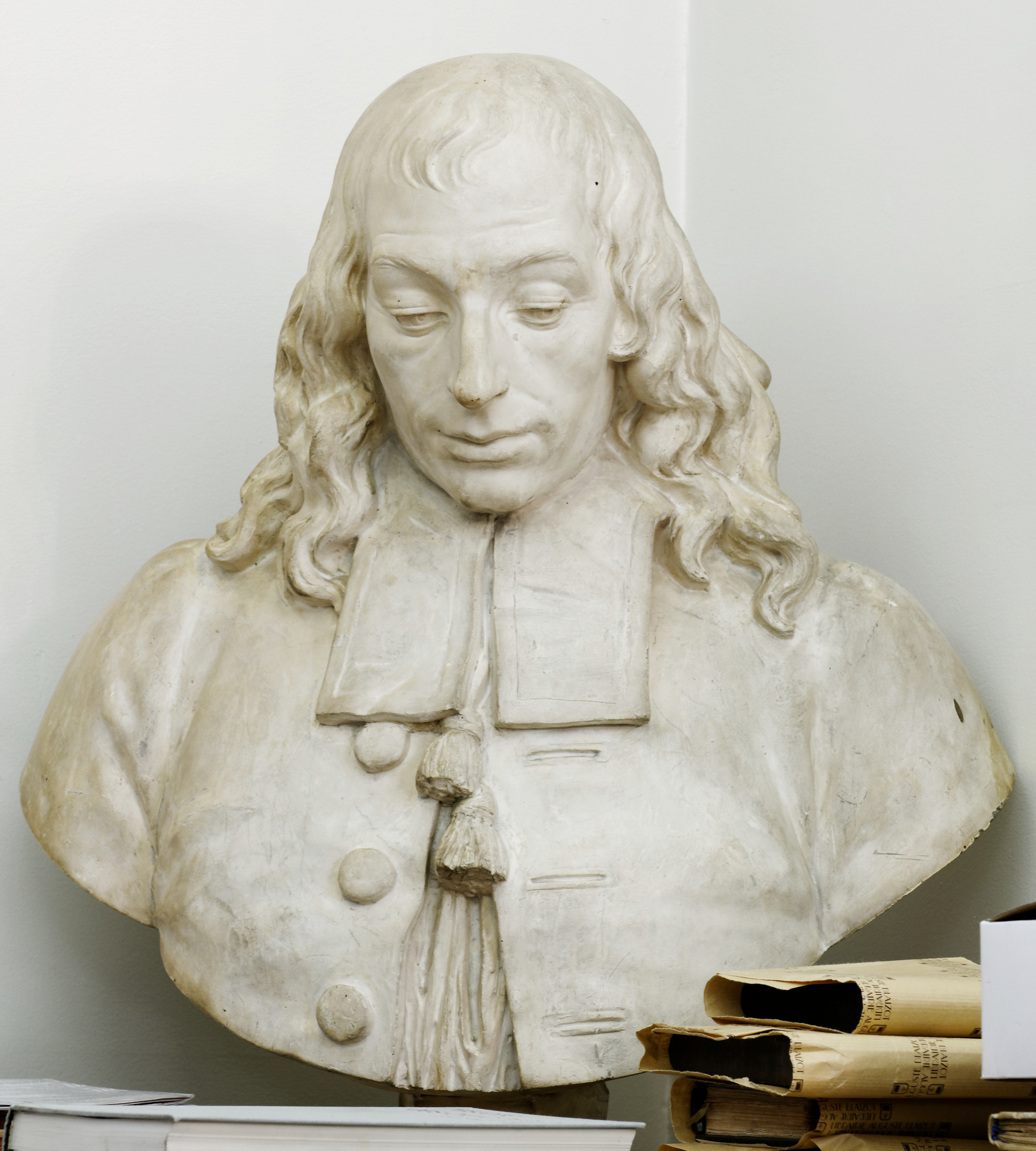
Blaise Pascal

- Blaise Cendrars, scrittore svizzero naturalizzato francese
- Blaise Compaoré, politico burkinabè
- Blaise de Vigenère, diplomatico, crittografo e alchimista francese
- Blaise Kouassi, calciatore ivoriano
- Blaise Matuidi, calciatore francese
- Blaise Nkufo, calciatore della Repubblica Democratica del Congo naturalizzato svizzero
- Blaise Pascal, matematico, fisico, filosofo e teologo francese
- Blaise Sonnery, ciclista su strada francese

### Variante Blas
- Blas de Lezo, ammiraglio spagnolo

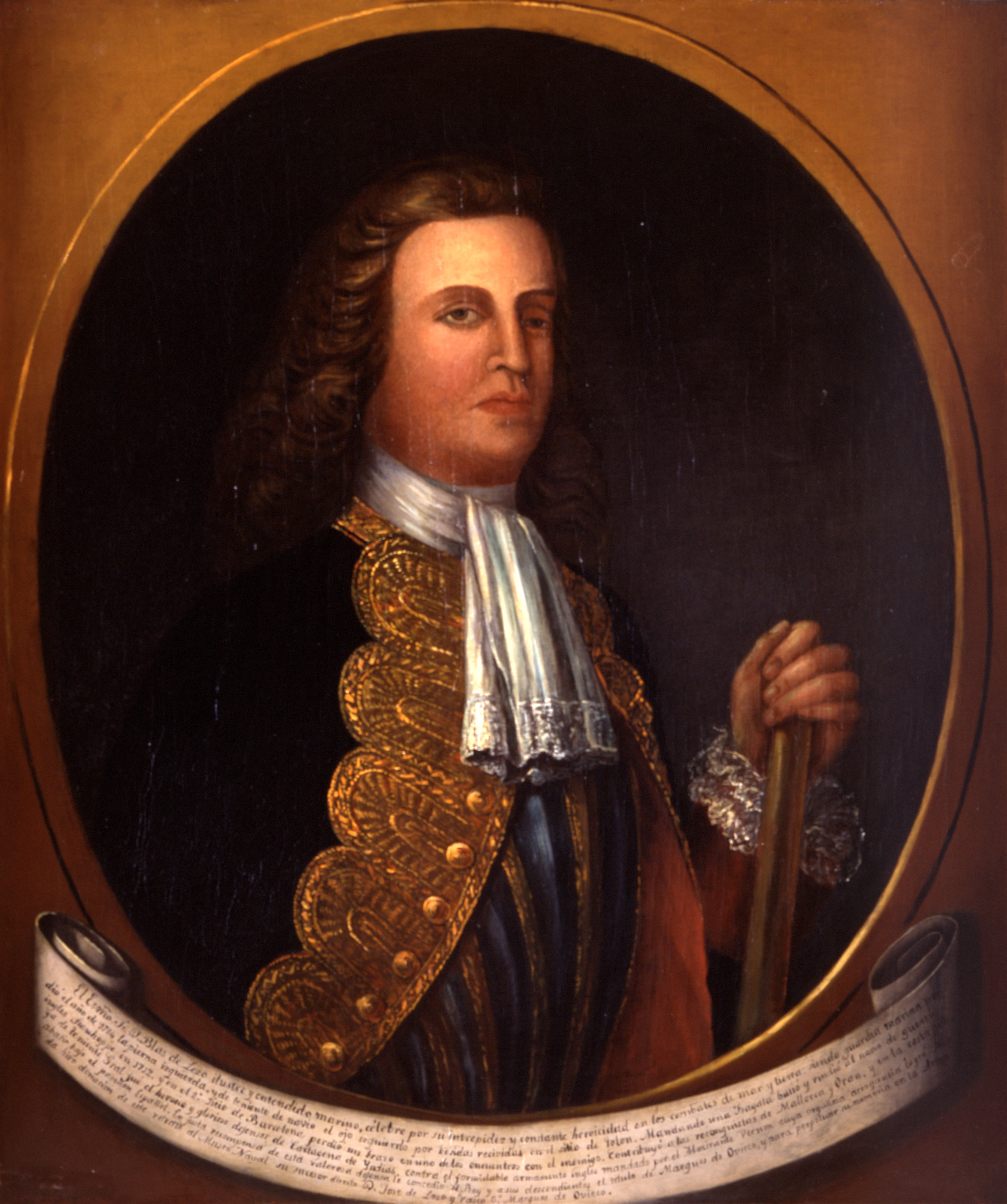
Blas de Lezo

- Blas Infante, politico e scrittore spagnolo
- Blas Ople, politico filippino
- Blas Pérez, calciatore panamense
- Blas Piñar, politico e scrittore spagnolo
- Blas Roca-Rey, attore peruviano naturalizzato italiano
- Blas Valera, gesuita e scrittore peruviano naturalizzato spagnolo

### Variante Balázs

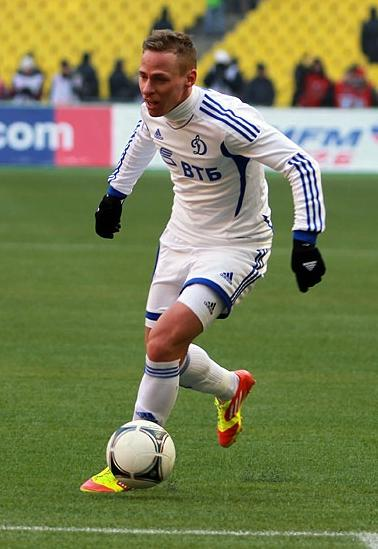
Balázs Dzsudzsák

- Balázs Dzsudzsák, calciatore ungherese
- Balázs Dénes, schermidore ungherese
- Balázs Farkas, calciatore ungherese
- Balázs Lengyel, schermidore ungherese
- Balázs Németh, pilota motociclistico ungherese
- Balázs Taróczy, tennista ungherese
- Balázs Tóth, calciatore ungherese

### Altre varianti
- Błażej Augustyn, calciatore polacco
- Blaze Bayley, cantante britannico
- Vlaho Bukovac, pittore dalmata
- Blažo Jovanović, politico montenegrino
- Blaž Kavčič, tennista sloveno
- Blaž Slišković, allenatore di calcio e calciatore bosniaco
- Blažej Vaščák, calciatore slovacco

## Il nome nelle arti
- Biagio Schirò è un personaggio della serie televisiva Il capo dei capi.
- Blaise Zabini è un personaggio della serie di romanzi e film Harry Potter, creata da J. K. Rowling.
- Biagio è il nome del cane randagio protagonista del film d'animazione Lilli e il vagabondo.